# Ley de Derechos de Autor en Grabados de 1734

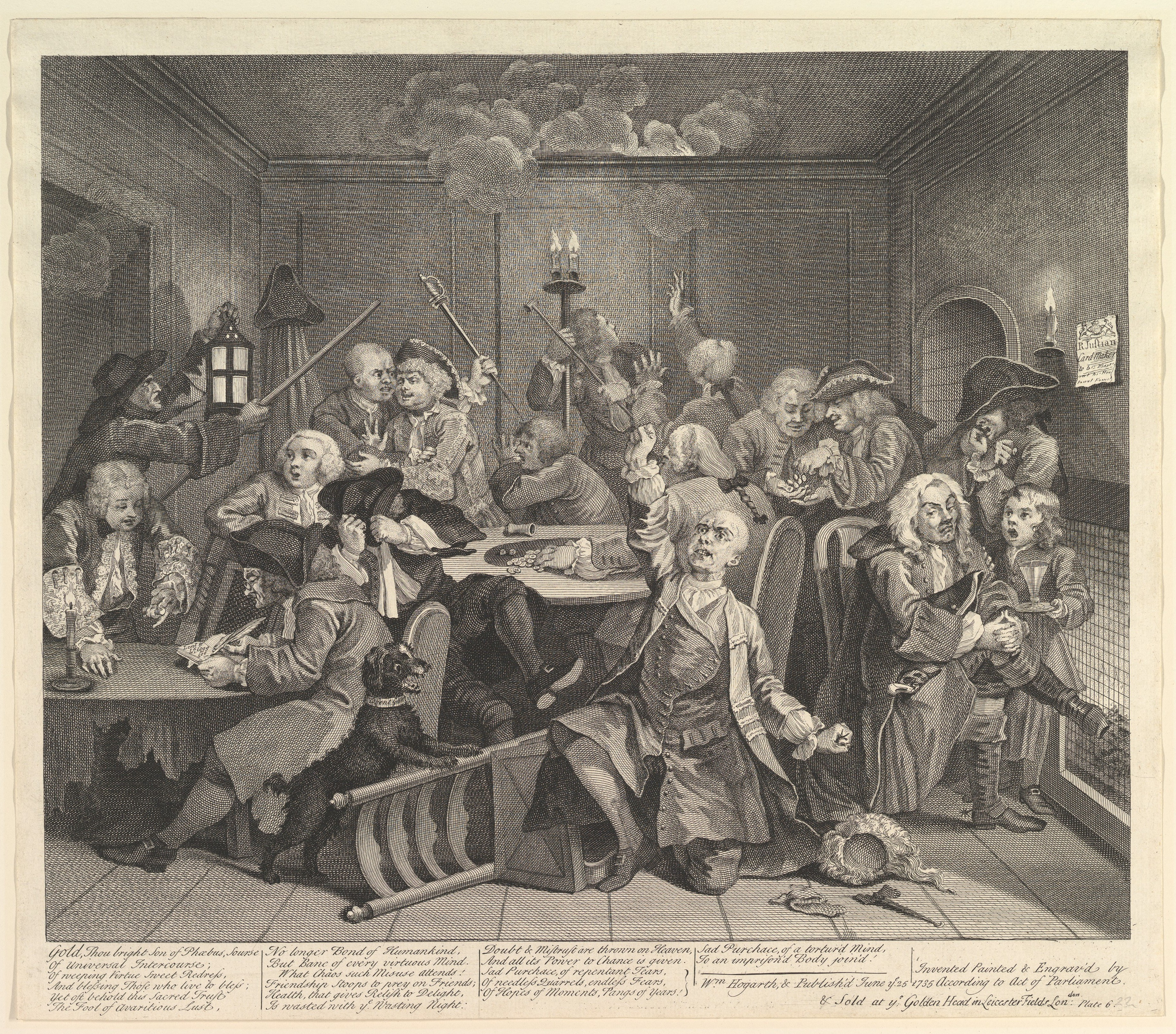
El progreso de un libertino, grabados de William Hogarth en el Museo Metropolitano de Arte

La Ley de Derechos de Autor en Grabados de 1734, a veces llamada también Ley de Hogarth, a propósito de William Hogarth, uno de sus principales promotores, fue aprobada por el Parlamento de Gran Bretaña en 1734, con la intención de brindar protección a los creadores de grabados. Muchos de los trabajos de Hogarth se habían reproducido sin su autorización y sin otorgarle algún pago por regalías, como este estaba dispuesto a proteger sus bienes artísticos, alentó a sus amigos del Parlamento para que aprobaran una ley que protegiera los derechos de autor de los grabadores.
El historiador Mark Rose señala que «la Ley protegía sólo los grabados con diseños originales y, por tanto, implícitamente, hizo una distinción entre los artistas y los simples artesanos. Pronto, sin embargo, el Parlamento fue persuadido para extender la protección a todos los grabados». La Ley fue derogada por algunos artículos del Ley de Derechos de Autor 1911.